# Triodia sylvina
Triodia sylvina (лат.) — вид чешуекрылых насекомых из семейства тонкопрядов, распространённый в Европе.

## Таксономия

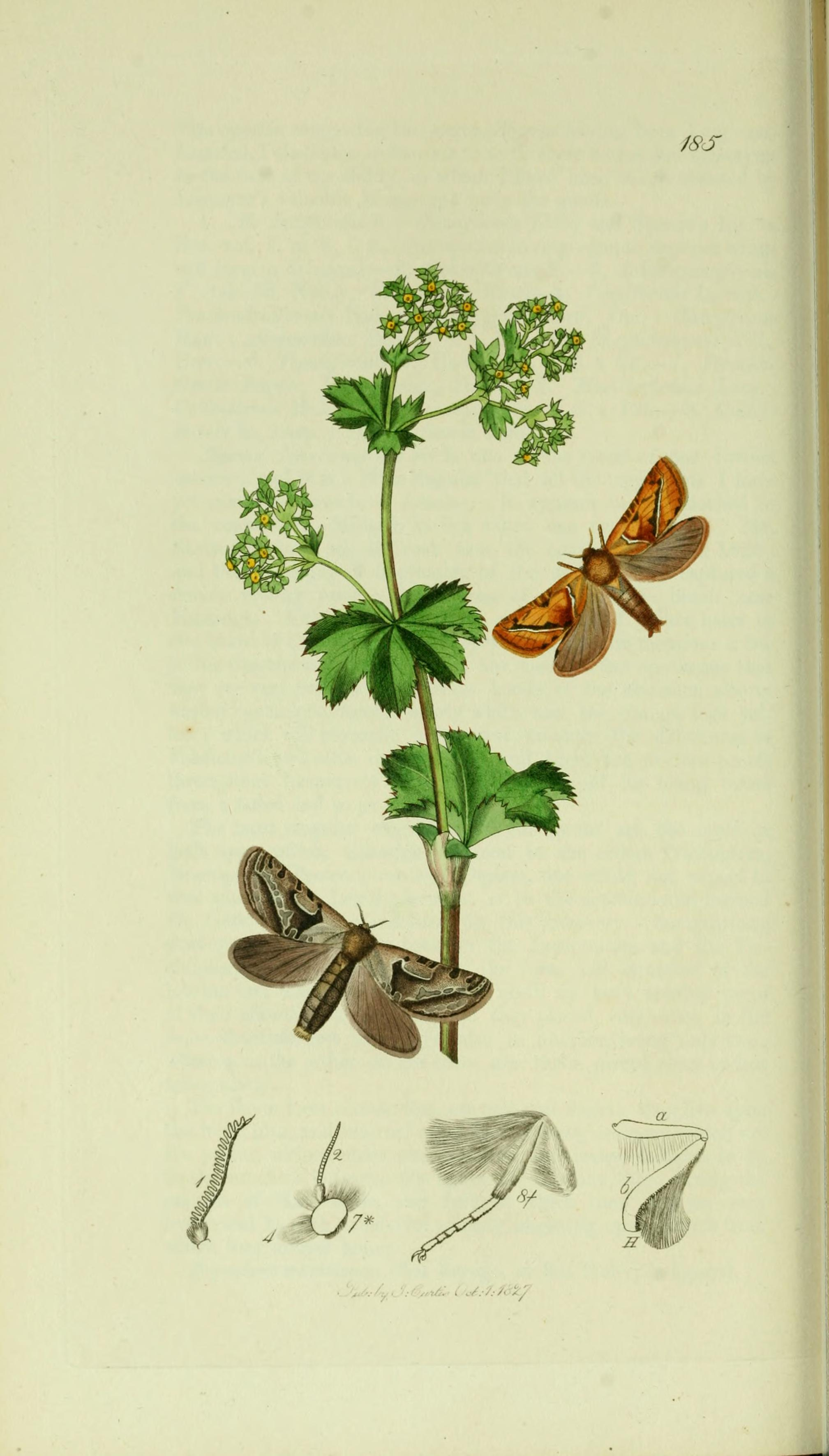
Иллюстрация из 5 тома «Британская энтомология» Джона Кертиса

Ранее данный вид помещали в род Hepialus.

## Распространение
Обитают в Европе.

## Описание
Размах крыльев 32-48 мм. У самцов ярко-оранжевые передние крылья с двумя белыми полосами, образующими V-образный рисунок. Задние крылья тёмно-коричневые.
Самки похожи на самцов, но крупнее их и менее ярко окрашены.

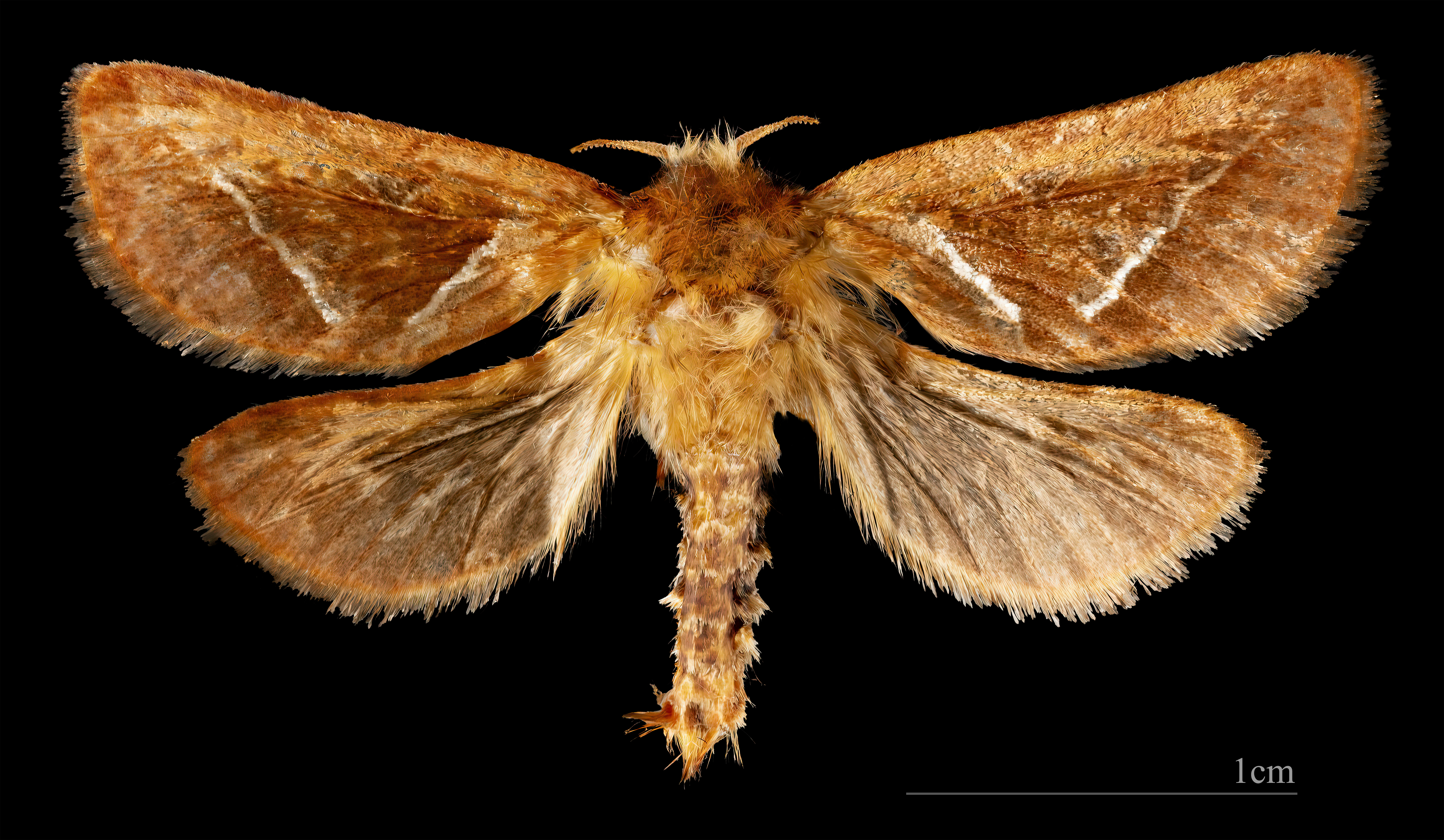
♂
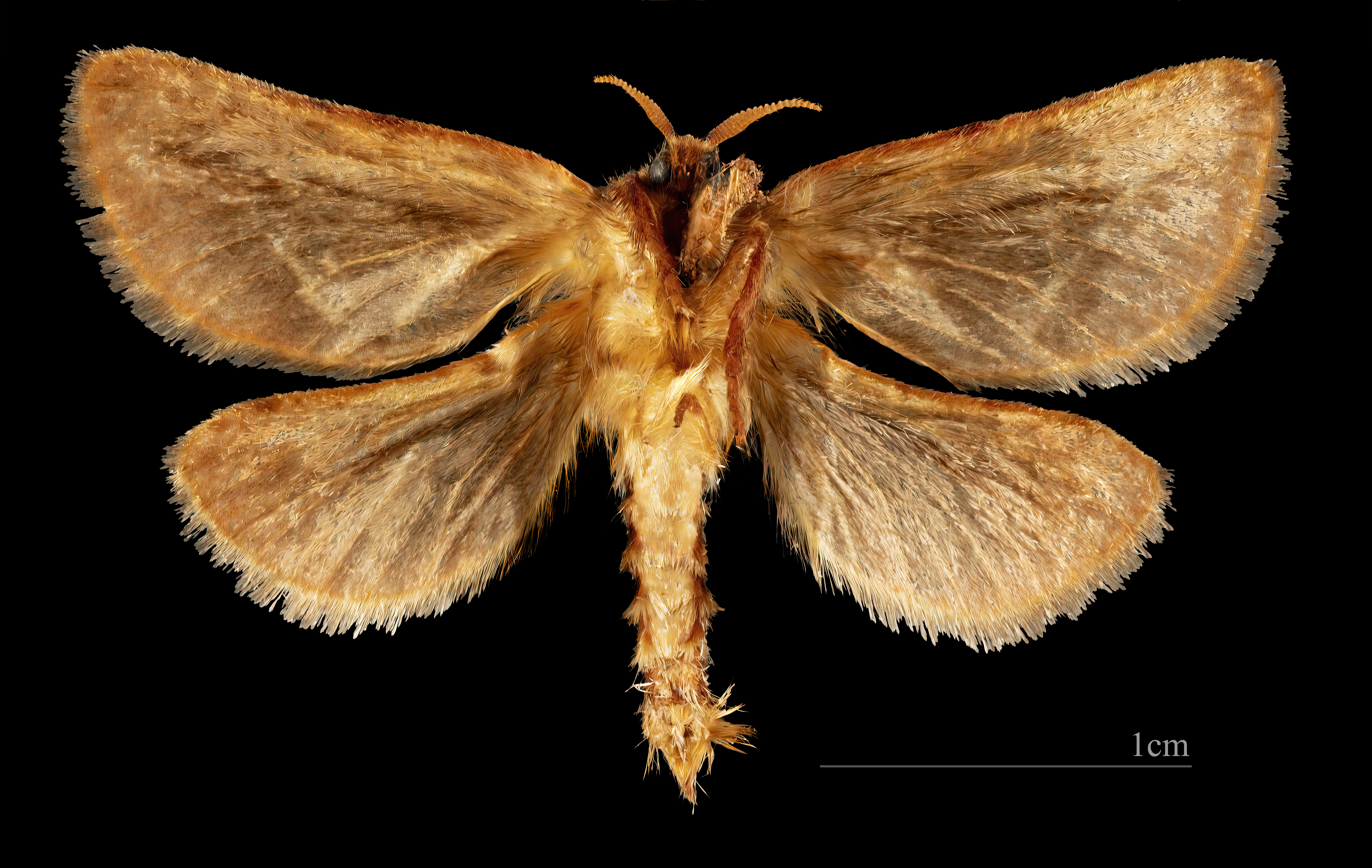
♂ △
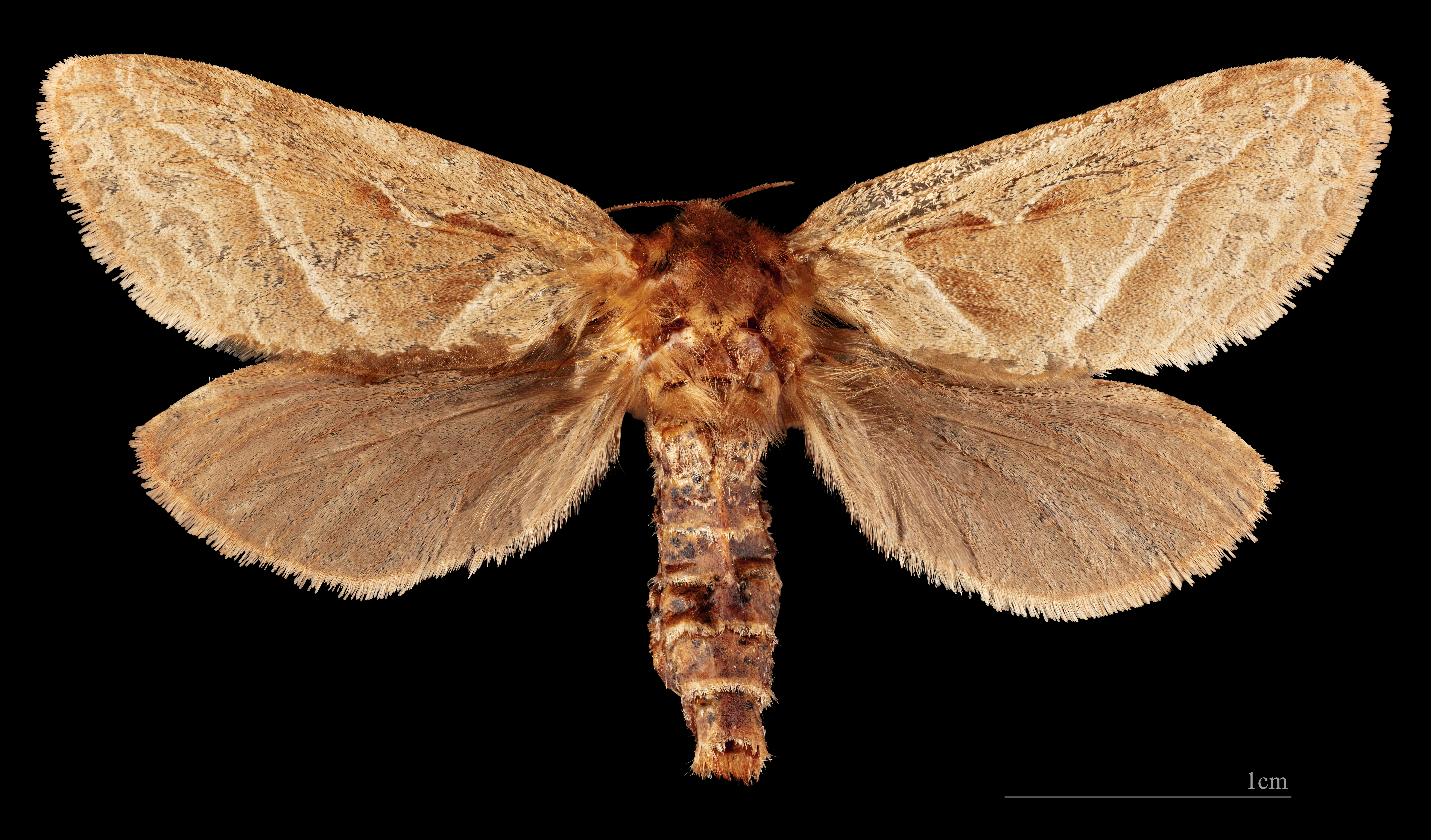
♀
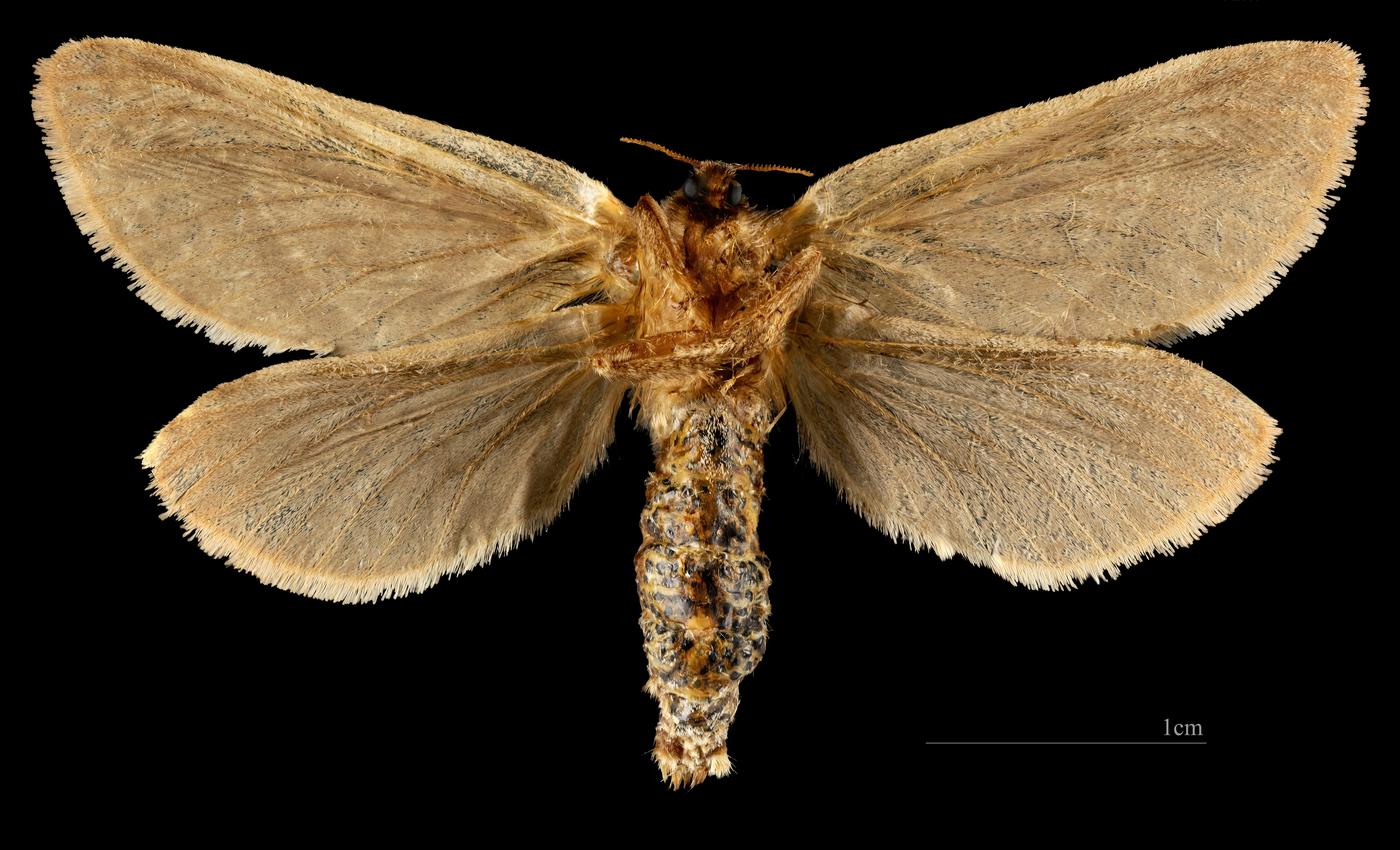
♀ △

## Образ жизни
Активны по ночам с июня по сентябрь, прилетают на свет.
Гусеницы питаются на корнях различных растений, включая орляк, одуванчик, щавель, хмель обыкновенный и синяк обыкновенный. Они дважды зимуют, прежде чем превратиться в бабочку.